# Joachim Fernandez
Joachim Fernandez (Ziguinchor, 6 de dezembro de 1972 – Aumont-Aubrac, 19 de janeiro de 2016) foi um futebolista franco-senegalês que jogou como um zagueiro.
Ele jogou para Sedan, Angers, Bordeaux, Caen, Udinese, Monza,[carece de fontes?] Toulouse, Dundee United e Persma Manado.